# 5513 Yukio
5513 Yukio (1988 WB) là một tiểu hành tinh vành đai chính được phát hiện ngày 27 tháng 11 năm 1988 bởi Kakei-Kizawa-Urata ở Oohira.